# Ivan Oergant
Ivan Andrejevitsj Oergant (Russisch: Ива́н Андре́евич У́ргант), (Leningrad, 16 april 1978) is een Russische tv-presentator, komiek, zanger en acteur.

## Carrière
Oergant studeerde af aan de Staatsacademie voor Theater in Sint-Petersburg. 
Hij maakte zijn tv-debuut in 1999 toen hij een nieuwsprogramma mocht presenteren op de regionale tv van Sint-Petersburg. Daarna werkte hij van 2001 tot 2004 voor MTV Rusland en van 2003 tot 2005 voor Rusland-1. Sinds 2005 werkt Oergant voor Pervyj kanal.
Oergant werd vooral bekend van het presenteren van de finale van het Eurovisiesongfestival 2009 samen met de zangeres Alsou.
In Rusland heeft Oergant sinds 2012 ook een eigen talkshow genaamd Vetsjerni Oergant (Russisch: Вечерний Ургант / Nederlands: Avondlijke Oergant) waarin hij vele internationale sterren en persoonlijkheden interviewt, vaak op een humoristische wijze.
In 2014 maakte Oergant een stunt door zich in te schrijven voor de Russische versie van het tv-programma The Voice. Hij brak door tot de Blind Auditions waar hij eens wilde uittesten of de juryleden wel serieus waren en niet zomaar op de knop drukten. Hij zong het liedje Obernites van Konstantin Meladze vrij vals en met een zwaardere stem. Uiteindelijk draaide geen van de coaches voor hem om. Toen Oergant, die eerst achter een doek stond, zich bekendmaakte kreeg hij veel gelach en gejuich.

## Uiterlijk
Oergant staat vooral bekend om zijn lengte: 1,95 meter. Daarnaast staat hij er ook om bekend dat hij bijna altijd een strik draagt. Daarom komt de strik ook voor in het logo in van zijn talkshow.